# Galeus polli
Galeus polli es una especie de peces de la familia Scyliorhinidae en el orden de los Carcharhiniformes.

## Morfología
• Los machos pueden llegar alcanzar los 45 cm de longitud total.

## Reproducción
Es ovíparo.

## Hábitat
Es un pez de mar que vive entre 200-720 m de profundidad.

## Distribución geográfica
Se encuentra desde el sur del Marruecos hasta Namibia.